# Comuna Kanonîci, Volodîmîreț
Kanonîci (în ucraineană Каноничі) este o comună în raionul Volodîmîreț, regiunea Rivne, Ucraina, formată din satele Dubivka și Kanonîci (reședința).

## Demografie
Componența lingvistică a comunei Kanonîci
     Ucraineană (99,22%)
     Alte limbi (0,72%)
Conform recensământului din 2001, majoritatea populației comunei Kanonîci era vorbitoare de ucraineană (99,22%), existând în minoritate și vorbitori de alte limbi.